# Lipomelia ustata
Lipomelia ustata är en fjärilsart som beskrevs av Swinhoe 1893. Lipomelia ustata ingår i släktet Lipomelia och familjen mätare. Inga underarter finns listade i Catalogue of Life.